# Diplodon chilensis
La almeja de agua dulce patagónica (Diplodon chilensis) es una especie de almejas de la familia Hyriidae del género Diplodon que son conocidas como almejas de agua dulce (nombre que también se aplica a especies de este y otros géneros); se distribuyen en el sur de Chile y Argentina.

## Características y hábitat
Diplodon chilensis se puede encontrar profundamente bajo las arenas y tierras de ríos y lagos. Mide aproximadamente entre 10 mm y 15 mm; su peso es alrededor de 3 gr; presenta una concha muy alargada con una forma rectangular y son de diferentes sexos; su color es amarillo y blanco; su alimentación consiste de microorganismos acuáticos como plancton y algas acuáticas. La especie esta bajo preocupación según la UICN.

## Distribución geográfica
La distribución de la almeja de agua dulce abarca el sur de Chile desde el centro hasta la zona fría de Tierra del Fuego. En Argentina, esta especie se distribuye desde la provincia de Mendoza hasta laguna La Balsa en Chubut, aunque algunos autores amplían su rango de distribución hasta los 45° S. Habitan en lagos y ríos de cordillera, adentrándose variablemente en algunos ríos como el Neuquén y el Negro.

## Usos humanos en el pasado
Este bivalvo es el único molusco dulceacuícola que ha sido consumido por poblaciones prehistóricas en Chile y Argentina, incluso consumiéndose hasta nuestros días por mapuches y poblaciones locales del sur de Chile. El registro más antiguo del uso de este recurso por poblaciones humanas se sitúa en el sitio Monte Verde, en el sur chileno, hace 12.500 años.
En el río Negro, en el norte de la Patagonia Argentina,las almejas han sido consumidas en el Holoceno tardío, tal como han señalado las investigaciones arqueológicas.
En Chile central hay registros del uso de las valvas de Diplodon con fines ornamentales y como ofrendas funerarias. En el sitio arqueológico Cuchipuy, al sur de Comuna de San Vicente de Tagua Tagua, datado entre 8.070 y 5.060 años A.P., se registraron entierros humanos con valvas de Diplodon sobre la cara de los esqueletos enterrados, a modo de ofrenda. En el sitio arqueológico Blanca Gutiérrez, ubicado a unos 4 km al norte del pueblo Lampa, con fechados entre 575 y 950 años A.P., se encontraron valvas de Diplodon con pequeños orificios confeccionados para utilizarlos como pendientes.